# تشریفات (آلبوم تستامنت)
«تشریفات» (به انگلیسی: The Ritual) آلبومی از تستمنت است که در سال ۱۹۹۲ میلادی منتشر شد.